# The Righteous Brothers
The Righteous Brothers je americké pěvecké duo, které původně tvořili Bill Medley a Bobby Hatfield, nyní jej tvoří Medley a Bucky Heard. Medley založil skupinu s Hatfieldem v roce 1963 v Orange County v Kalifornii. Poprvé se potkali v roce 1962 v pětičlenné skupině s názvem The Paramours. Jméno The Righteous Brothers přijali, když se stali duem. K nejoceňovanější patří hned jejich první deska You've Lost That Lovin' Feelin z roku 1964. Jejich nejaktivnější období bylo v 60. a 70. letech. Po několika letech nečinnosti se Hatfield a Medley znovu sešli v roce 1981 a pokračovali ve vystupování až do Hatfieldovy smrti v roce 2003. Jejich hudba byla obvykle řazena k soulu. V Americe často užívaný termín "blue-eyed soul" (šlo by přeložit jako "bělošský soul") byl poprvé použit filadelfským rozhlasovým moderátorem Georgie Woodsem v roce 1964, právě když popisoval hudbu The Righteous Brothers. Hatfield a Medley měli kontrastní hlasové rozsahy, což jim pomohlo vytvořit charakteristický zvuk. Medley zpíval nízké části svým basbarytonovým hlasem, Hatfield se ujal vyšších vokálů se svým tenorem. The Righteous Brothers byli v roce 2003 uvedeni do Rock and Roll Hall of Fame. Časopis Rolling Stone je zařadil na 16. místo na svém seznamu 20 nejlepších hudebních dvojic všech dob.